# Chrzan (województwo wielkopolskie)
Chrzan – wieś w Polsce położona w województwie wielkopolskim, w powiecie jarocińskim, w gminie Żerków. Wieś jest siedzibą sołectwa Chrzan, w którego skład wchodzi również miejscowość Laski.
W latach 1954–1959 wieś należała i była siedzibą władz gromady Chrzan, po jej zniesieniu w gromadzie Żerków. W latach 1975–1998 miejscowość administracyjnie należała do województwa kaliskiego.

## We wsi znajdują się
- Szkoła Podstawowa[3]
- Stacja kolejowa o nazwie „Żerków” (miejscowość Żerków jest 5 km na wschód od Chrzana)
- Kaplica pw. św. Brata Alberta (w parafii pw. Wniebowzięcia NMP w Dębnie nad Wartą)[4]
- Wytwórnia Pasz i Koncentratów „Neorol”
- Fabryka Skroplonego Gazu Ziemnego firmy Krioton (należąca w 100% do giełdowej Grupy Kapitałowej CP Energia)
- Dom Kultury
- Towarzystwo Krzewienia Kultury Fizycznej „Europejczyk”